# کودتای ۲۰۲۰ مالی
کودتای ۲۰۲۰ مالی در ۱۸ اوت ۲۰۲۰ توسط عناصری از نیروهای مسلح مالی انجام شد. سربازان پس از تصرف تسلیحات از کاتی با تراکتور عازم باماکو، پایتخت مالی شدند. آنها چندین مقام حکومتی از جمله رئیس جمهور ابراهیم ابوبکر کیتا را دستگیر کردند و در نتیجه وی مجبور به کناره گیری از قدرت شد.